# Mitsubishi Ki-1
Mitsubishi Ki-1 – japoński samolot bombowy z lat 30. XX w., będący rozwinięciem niemieckiego samolotu Junkers K 37.

## Historia
Na początku lat 30. XX wieku zaistniała w Japonii potrzeba unowocześnienia parku maszynowego. Szczególnie ważne było zastąpienie przestarzałych dwupłatowych samolotów bombowych nowocześniejszymi, jednopłatowymi konstrukcjami. Spośród wielu możliwości szczególną uwagę wzbudzały nowe samoloty Junkersa, wykonywane w nowoczesnej technologii, całkowicie metalowe. W 1931 Japończycy kupili jeden egzemplarz samolotu Junkers K 37 ze szwedzkimi oznaczeniami wraz z licencją na budowę.
Wzorując się na oryginalnym K 37 zbudowano samolot bombowy, który pod oznaczeniem Ki-1 skierowany został do produkcji. W stosunku do konstrukcji niemieckiej wprowadzono pewne zmiany, dostosowujące samolot do wymagań japońskich: wzmocniono podwozie, zamiast płozy ogonowej zastosowano koło, podwójne usterzenie zachowano. Kabina pilota, wcześniej otwarta, została przykryta, poza tym bomby mogły być teraz podwieszanie zarówno pod kadłubem, jak i pod skrzydłami. W samolocie zamontowano dwa silniki gwiazdowe Mitsubishi Ha-2, każdy o mocy 940 KM (691 kW). W 1933 r. rozpoczęto dostawy do wojska.
Samolot produkowano do 1936 r. w dwóch wariantach:
- Ki-1-I, oraz
- Ki-1-II, w którym silniki umieszczono nieco niżej na płacie oraz zmodyfikowano podwozie; poszerzono także kabinę, wprowadzając miejsce dla strzelca.

Wyprodukowano w sumie 118 samolotów obydwu wariantów.

## Użycie
Samolot był wykorzystywany na wczesnym etapie wojny z Chinami.

## Opis konstrukcji
Samolot Mitsubishi Ki-1 był  dwusilnikowym dolnopłatem o konstrukcji metalowej, z podwójnym sterem kierunku i stałym podwoziem.